# Gagliano (Catanzaro)
Gagliano (Gagghianu in dialetto catanzarese) è un quartiere di Catanzaro che si trova nella parte nord-ovest della città. La zona, nella quale sono presenti tracce di presenze antropiche durante la preistoria, trae origine da un oppidum romano, Oppidum Galliani, cui rimanda il nome.
Il borgo è il più antico quartiere della città.

## Storia
La sua posizione in cima a una collina, il cui nome locale era Petrusa, ha consentito alla località di essere abitata già in tempi antichissimi, dalla preistoria all'epoca romana, quando secondo Luigi De Siena ospitava la residenza fortificata del condottiero Gallio. La presenza romana, e di una famiglia con un nome simile, è testimoniata nella zona da una pietra miliare a Cavorà. Nel Medioevo vi è traccia di un toponimo latino, Gallianum o Gallianus. 
Nel 1483 fu assorbita nella Bagliva di Catanzaro, rimanendo sotto la signoria dei De Nobili fino al 1806.

## Geografia antropica

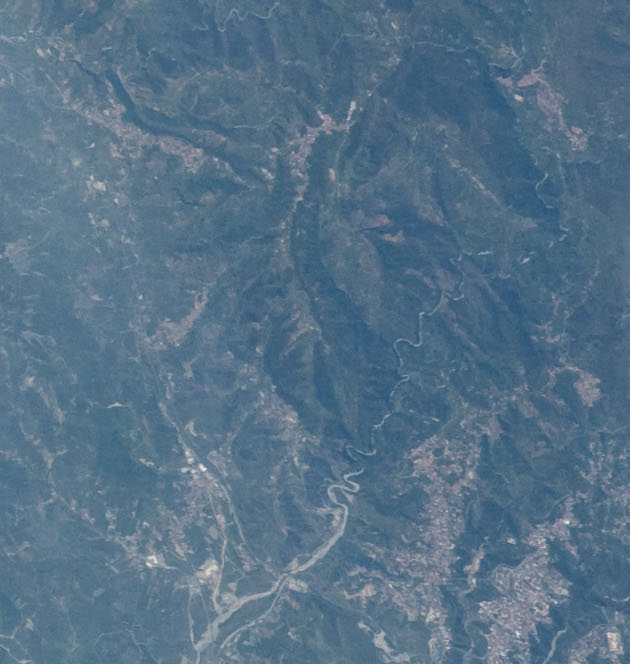
Gagliano, Fiume Corace, villaggio Tiriolo

Il quartiere ha una pianta a forma di croce. Le estremità dei quattro bracci, che in dialetto locale prendono il nome di  Mandaranu, U Timpuna, U Goniu e Gutteddhi, ospitano altrettante chiese intitolate al Rosario, a Santa Maria Assunta in Cielo, a San Salvatore e a San Biagio. Quest'ultimo edificio religioso, andato distrutto come quello dedicato a San Salvatore, era annesso al convento di Mandarano. Al centro della croce vi è un Calvario.

## Cultura

### Eventi
La principale festa di Gagliano è quella dedicata alla santa patrona, la Madonna del Rosario, che si tiene durante la prima settimana di ottobre. In agosto, invece, si tiene la festa dedicata alla Beata Vergine Maria del Monte Carmelo.
Altro evento importante per il quartiere di Gagliano è la Naca, processione che si tiene il venerdì santo. Le celebrazioni religiose iniziano il giorno prima con la messa della benedizione dei pani. Tra la notte del giovedì santo e del venerdì santo passano per le vie del quartiere dei musici con trombe e tamburi che suonano il classico accompagnamento musicale della Naca. Il venerdì santo si svolge una processione che ripercorre il tragitto di Gesù dalla cattura (a pigghiata in dialetto catanzarese) alla morte in croce sul monte Calvario. In questa tradizione sentitissima partecipano dei figuranti provenienti dal quartiere stesso i quali si vestono rispettivamente da soldati, Cristo, Ponzio Pilato, Madonna, ladroni, apostoli e musici. Dopo il venerdì santo si ha un'altra processione per le vie del quartiere il giorno della Pasqua (a cunfrunta) dove la statua di San Giovanni riporta alla statua della Madonna la statua di Gesù risorto.

### Banda musicale
Agli inizi degli anni '30, Salvatore Caroleo (1880-1958) fonda la Banda Musicale di Gagliano, durata fino al 1943, e poi proseguita dall'omonimo nipote Salvatore Caroleo (1916-1989), che ricostituì la banda con la nuova denominazione di Gran Concerto Musicale di Catanzaro, componendone l'attuale repertorio ancora oggi in programma. Nel 1948 Caroleo Junior unisce la banda di Gagliano e la banda di Tiriolo, in un unico gruppo denominato Gran Concerto Cooperativo Bandistico Gagliano - Tiriolo, unione perdurata fino al 1952.